# Castelo de Ludlow

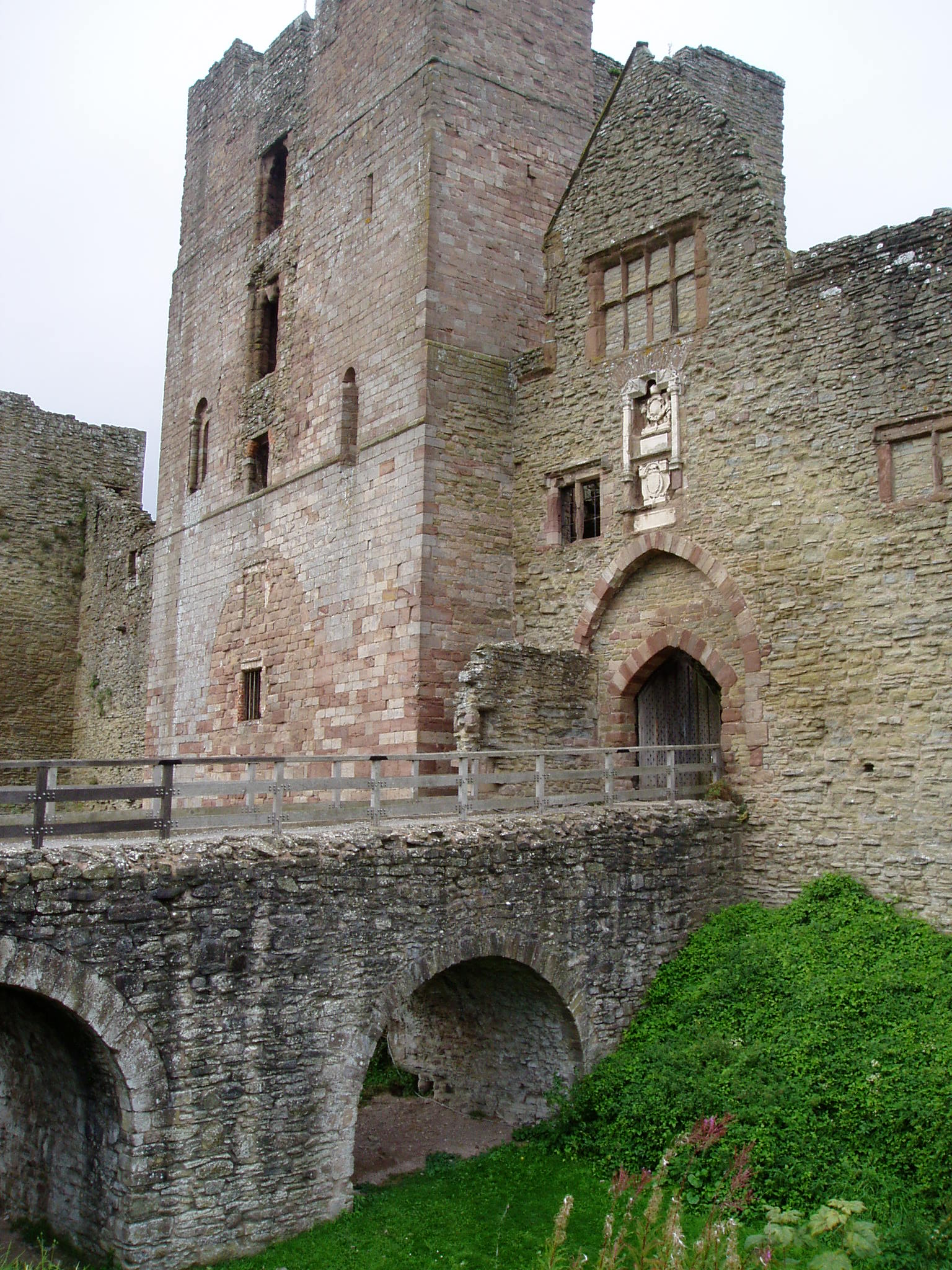
Castelo de Ludlow, Inglaterra.

O Castelo de Ludlow localiza-se na região de Ludlow, no condado de Shropshire, no Oeste da Inglaterra.

## História
O primitivo castelo foi erguido provavelmente em 1085, por Roger de Lacy, um nobre normando.
Domínio dos Lacy e dos Mortimer, passou às mãos da Coroa Inglesa sob o reinado de Eduardo IV de Inglaterra. Nessa época, alcançou o seu maior esplendor, aí tendo nascido ou se criado três monarcas: o Príncipe Eduardo, filho de Eduardo IV, Príncipe Artur Tudor, filho de Henrique VII de Inglaterra e Maria I da Inglaterra, filha de Henrique VIII de Inglaterra.
Foi sede do Conselho de Gales e das Bordas.